# 长序苎麻
长序苎麻（学名：Boehmeria dolichostachya）是荨麻科苎麻属的植物，为中国的特有植物。分布于中国大陆的广西等地，生长于海拔700米的地区，一般生于山地林中，目前尚未由人工引种栽培。